# Ionia (comune)
Ionia o Jonia (fino al 22 settembre 1942 Giarre Riposto) è stato un comune italiano esistito dal 1939 al 1945. Cessò di esistere con la ricostituzione dei comuni di Giarre e di Riposto.

## Storia
Il comune unico venne creato dal regime fascista nel 1939, mettendo insieme i comuni di Giarre e Riposto che si erano formati, nel  1815 il primo, nel 1841 il secondo, dopo che il loro territorio si era staccato dalla Contea di Mascali in virtù dell’abolizione del feudalesimo con la costituzione siciliana del 1812.
Nel 1936 si era potuto realizzare solo in parte il piano regolatore del 1920 che prevedeva la zona industriale. 
Da quel momento le condizioni economiche di Riposto subirono un collasso: l'agricoltura, l'industria e il porto quasi sparirono.
L'attività politica ripostese, in questo periodo, ruotava attorno a Domenico Achille Arcidiacono, capitano di lungo corso, il quale proveniva da un'importante famiglia ripostese e fu in seguito nominato sottosegretario alla Marina Mercantile nella XXIX Legislatura del Regno d'Italia. Sembrò che Riposto potesse rivivere condizioni migliori, in realtà le ottime intenzioni di Arcidiacono rimasero solo tali, giacché le sue proposte di aiuti finanziari per Riposto non furono ascoltate. Egli si era fatto promotore insieme al podestà giarrese del tempo Giuseppe Vasta Parisi della fusione dei due Comuni Giarre e Riposto in uno solo, che avrebbe assunto nel ‘42 il nome di Jonia. L'obiettivo era quello di creare un'unica città, considerato che i due centri erano contigui e si sviluppavano lungo un asse stradale urbano comune, la via Nuova, odierno Corso Italia.
La nuova città occupava un'area di 40,38 km², aveva una densità complessiva di 752 abitanti per km² ed era formata dai seguenti centri (dal 1942): Jonia (Giarre) e Jonia Marina (Riposto), con una popolazione di 17 778 abitanti; Macchia, 2 250 abitanti; San Giovanni Montebello, 1 161 abitanti; Torre Archirafi, 830 abitanti; Trepunti, 320 abitanti; Carruba, 271 abitanti.
Come detto, solo nel 1942 il comune di Giarre Riposto mutò la propria denominazione, in piena guerra, per breve tempo, in Ionia.
A causa di polemiche sull'accentramento dei servizi pubblici a Giarre (ma in realtà per le differenti  vocazioni socio-economiche della popolazione dei due centri principali, marittima per Riposto, agricolo-commerciale per Giarre), si separarono nuovamente nel settembre 1945, alla fine della seconda guerra mondiale, soprattutto per le forti pressioni del centro ripostese.